# Leandrinho (Fußballspieler, 1985)
Leandrinho, bürgerlich Leandro Eleutério de Souza (* 22. Februar 1985 in Araruama), ist ein ehemaliger brasilianischer Fußballspieler.
In seiner Karriere durchlief er fast nur unterklassige Vereine. Lediglich in der Saison 2013 war Leandrinho zeitweise beim Erstligisten Cruzeiro EC aus Belo Horizonte. Kurios ist hierbei, dass er in dieser Saison, in der Cruzerio seinen dritten Meistertitel holte, nur zweimal auf der Bank saß und einmal für fünf Minuten eingewechselt wurde. Daher darf er sich brasilianischer Meister nennen.

## Erfolge
Cruzeiro
- Campeonato Brasileiro: 2013